# Lidice (film)
Lidice (ook bekend als Fall of the Innocent in het VK) is een oorlogsdrama uit 2011, geproduceerd door Adam Dvořák uit een scenario van Zdenek Mahler. Het werd in eerste instantie geregisseerd door Alice Nellis, maar nadat ze de ziekte van Lyme had opgelopen (borreliose) nam Petr Nikolaev het over. De film vertelt het verhaal over het nazi-bloedbad en de vernietiging van het Tsjechische dorp Lidice naar aanleiding op de aanslag op nazi-kopstuk Reinhard Heydrich. De film werd uitgebracht in juni 2011.

## Synopsis
Het platbranden van het dorp Lidice door nazi-Duitsland, een directe reactie op de aanslag op topnazi Reinhard Heydrich, is de enige officiële genocidedaad tijdens de oorlog.
Dit dorp werd het symbool van de nazi-onderdrukking in de Tweede Wereldoorlog, 20 km ten westen van Praag. Toen de Duitsers Tsjecho-Slowakije bezetten, benoemde SS Obergruppenfuhrer Reinhard Heydrich als Reichs-protektor.
Gedurende zijn bewind werden duizenden mensen zonder vorm van proces opgesloten en vermoord in de concentratiekampen. Op 27 mei 1942 werd Heydrich dodelijk gewond bij een aanslag door Tsjechische verzetsmensen en hij overleed aan de gevolgen van zijn verwondingen op 4 juni 1942, dezelfde dag verschenen laat in de middag twee colonnes militairen in Lidice.
De film vertelt drie onderling verbonden verhalen die allemaal te maken hebben met het platbranden en de verwoesting van Lidice in 1942. Het eerste verhaal gaat over een ongelukkige familie waarbij de vader tijdens een verhitte discussie per ongeluk zijn zoon doodt, en veroordeeld wordt tot een gevangenisstraf. Het tweede verhaal betreft een brief die de oorzaak is van het bloedbad. Het derde verhaal gaat over angst, persoonlijke verantwoordelijkheid, en over de vraag of overleven een overwinning is wanneer je hiervoor je waardigheid en eer voor moet inleveren.

## Rolverdeling
- Karel Roden als František Šíma
- Zuzana Fialová als Marie Vaňková
- Marek Adamczyk als Václav Fiala
- Zuzana Bydžovská als Anezka Símová
- Veronika Kubařová als Anička
- Roman Luknár als Vlček
- Ondřej Novák als Karel Síma
- Adam Kubista als Eda Síma
- Jan Budař als Petiška
- Václav Jiráček als Josef Horák
- Joachim Paul Assböck als Harald Wiesmann
- Norbert Lichý als Burgemeester
- Sabina Remundová als Tonicka Farská
- Anna Kratochvílová als Ruzenka
- Ondrej Havel als Toník
- Marika Soposká als Helenka
- Detlef Bothe als Reinhard Heydrich
- Jiri Stanek als Josef Gabcik
- Patrik Stanek als Jan Kubiš (als Petr Stanek)